# Ernst Walb
Franz Ernst Walb (* 26. September 1880 in Alzey; † 2. November 1946 in Köln) war ein deutscher Wirtschaftswissenschaftler und Rektor der Universität zu Köln.

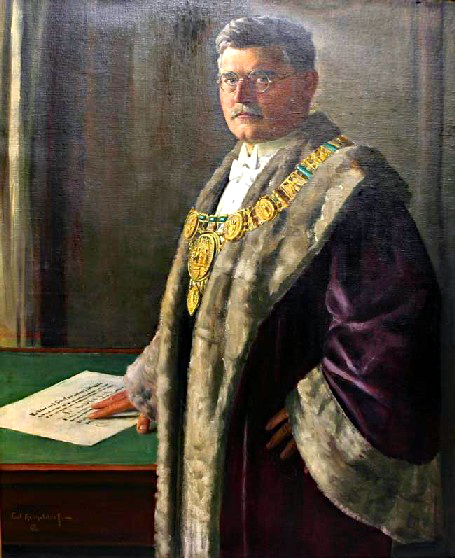
Ernst Walb, porträtiert von Carl Kricheldorf

## Leben
Walb absolvierte nach dem Besuch des Progymnasiums eine kaufmännische Lehre und ging anschließend einer kaufmännischen Tätigkeit nach. Ab 1904 studierte an der erst 1901 gegründeten Handelshochschule Köln und legte dort 1906 sein Diplom ab. An der Hochschule hörte er auch Vorlesungen von Eugen Schmalenbach, dem Begründer der „Kölner Schule“. An sein Studium schloss sich eine Tätigkeit in der freien Wirtschaft an. Bereits 1907 wurde er erster hauptamtlicher Dozent für Handelswissenschaft und stellvertretender wissenschaftlicher Leiter der Handelshochschulkurse in Königsberg, aus denen später die Handelshochschule Königsberg hervorging. Seine wissenschaftliche Laufbahn setzte er zwei Jahre später in Stockholm an der Handelshochschule fort, an der er zunächst eine außerordentliche und später eine ordentliche Professur innehatte. 1911 folgte er einem Ruf als ordentlicher Professor für Handelstechnik an seine ehemalige Ausbildungsstätte in Köln. Er spezialisierte sich hier auf die Handelstechnik der Banken. Nach dem Ersten Weltkrieg wurde er 1919 mit der Handelshochschule an die neu geschaffene Universität zu Köln als Professor für Betriebswirtschaftslehre übernommen.
Am 23. Juni 1919 wurde er ohne Vorlage einer eigenständigen Monographie zum Dr. rer. pol. promoviert und durch Ministerialerlass vom 30. Dezember 1919 ebenfalls ohne Vorlage einer Habilitationsschrift habilitiert. Walb wechselte aber bereits 1920 auf den Lehrstuhl für Privatwirtschaftslehre an die Albert-Ludwigs-Universität Freiburg, wo er im akademischen Jahr 1925/26 auch Dekan der Rechts- und Staatswissenschaftlichen Fakultät war.
1926 kehrte er wieder nach Köln zurück und übernahm die Nachfolge von Willi Prion. Im gleichen Jahre erschien sein Hauptwerk Die Erfolgsrechnung privater und öffentlicher Betriebe: Eine Einführung. In Köln begann Walb mit der Weiterentwicklung der dynamische Bilanzauffassung Schmalenbachs. Für das akademische Jahr 1927/28 wurde er zum Rektor der Universität zu Köln gewählt. Von 1931 bis 1932 sowie in der Zeit von 1940 bis 1945 war er Dekan der Wirtschafts- und Sozialwissenschaftlichen Fakultät. Bis 1936 war er Direktor des „Seminar(s) für Bankwirtschaft“ bzw. – nach der Umbenennung des Seminars 1930 – Direktor des „Seminar(s) für Bank- und Finanzwirtschaft“. Er wurde in den Jahren 1936 bis 1938 krankheitsbedingt durch Rudolf Johns vertreten. 1938 wurde Hans Herbert Hohlfeld zu seinem Nachfolger als Direktor des „Seminar(s) für Bank - und Finanzwirtschaft“ berufen. Ab 1936 wurde Walb gleichzeitig Direktor des „Seminar(s) für Revisions- und Treuhandwesen“. Kriegsbedingt wurde das Seminar im Wintersemester 1944/45 an die Universität Marburg verlegt, die nach der Befreiung Marburgs durch amerikanische Truppen Ende März 1945 geschlossen wurde.
Walb verlor dadurch seine Anstellung und sein Einkommen. Ihm wurde zunächst von der britischen Militärregierung eine nationalsozialistische Gesinnung unterstellt, und so wurde er bei der Entnazifizierung als belastet eingestuft. Dies hing vermutlich mit seiner Rede zur Feier des „Tages der Nationalen Erhebung“ am 30. Januar 1936 zusammen, bei der er über „Die deutschen Kameralisten als Gestalter und Erzieher der deutschen Nation im Lichte des Nationalsozialismus“ referierte und seinen Zuhörern empfahl, sich vorbehaltlos für die Ziele Adolf Hitlers einzusetzen. Zwar wurde ihm vom Wintersemester 1945/46 bis zum Sommersemester 1946 gestattet, Lehrveranstaltungen zur Allgemeinen Betriebswirtschaftslehre abzuhalten, jedoch wurde er am 26. Oktober 1946 auf Veranlassung der britischen Militärregierung mit sofortiger Wirkung entlassen. Tief enttäuscht setzte Walb daraufhin am 2. November 1946 in seiner Wohnung in Köln-Marienburg durch Suizid seinem Leben ein Ende. Er war seit 1943 mit Liselotte Gehlhaus verheiratet. Seine posthume Entlastung seitens der britischen Militärregierung kam zu spät.

## Fachliche Schwerpunkte
Walbs wissenschaftliche Schwerpunkte sind in den Bereichen Bankbetriebslehre, Rechnungswesen (hier insbesondere die Erfolgsrechnung sowohl in privaten wie öffentlichen Betrieben), Kriegswirtschaft und öffentliche Wirtschaft (hier insbesondere die Kameralistik) zu sehen.
Das Rechnungswesen behandelte er im damals weit verbreiteten „Rothschilds Taschenbuch für Kaufleute“ (mehrere Auflagen). Außerdem veröffentlichte er einen Beitrag zum „Streit um die Berechnung der Gewinnanteile bei der Aktiengesellschaft“ (1915) und diskutierte „Das Problem der Scheingewinne“ (1922) in einem Artikel. Weiterhin publizierte er über den zwischenbetrieblichen Kapital- und Zahlungsverkehr. Auf dieser Grundlage entwickelte er eine spezielle Bankbetriebslehre, die auch die wissenschaftlichen Grundlagen der Betriebswirtschaftslehre umfasste.
Während des Ersten Weltkriegs veröffentlichte er zahlreiche Arbeiten über die Kriegswirtschaft, z. B. „Der Geld- und Kapitalverkehr im Kriege“ (1914), „Die Befriedigung des Geldbedarfs der kriegführenden Staaten“ (1915) und „Kriegssteuer“ (1917/18).
1926 erschien sein Hauptwerk „Die Erfolgsrechung privater und öffentlicher Betriebe“. Richtungsweisend waren auch seine Arbeiten über die Kameralistik. Daneben entstanden Beiträge über den Zahlungsverkehr und die Bankbetriebslehre. 1943 erschien seine letzte Monographie „Finanzwirtschaftliche Bilanz“, die 1948 nach seinem Tode eine 2. Auflage erfuhr. Außerdem war Walb Mitherausgeber der „Zeitschrift für handelswissenschaftliche Forschung“.
Sein Werk wurde von Walbs Schülern weitergetragen: Erich Kosiol und Rudolf Johns arbeiteten auf dem Gebiet des Rechnungswesens.

## Ehrungen
- 1932: Dr. oec. e. h. durch die Handelshochschule Königsberg.

## Mitwirkung in außeruniversitären Institutionen
- Mitglied der Deutschen Werbewissenschaftlichen Gesellschaft.
- Ab 1935 korrespondierendes Mitglied des Deutschen Instituts für Bankwissenschaft und Bankwesen in Berlin.
- 1936–1945 Mitglied der Deutschen Akademie in München.
- Mitglied der Akademie für Deutsches Recht in München.

## Werke
- 1926: Die Erfolgsrechnung privater und öffentlicher Betriebe. Eine Einführung.